# Opisthoncus rubriceps
Opisthoncus rubriceps är en spindelart som först beskrevs av Tord Tamerlan Teodor Thorell 1881.  Opisthoncus rubriceps ingår i släktet Opisthoncus och familjen hoppspindlar. Inga underarter finns listade i Catalogue of Life.